# Gerhard Hecker (Theologe)
Gerhard Hecker (* um 1465; † um 1538 in Osnabrück) war ein Theologe des 16. Jahrhunderts.

## Leben
Erstmals dokumentiert erwähnt wird Hecker am 25. April 1480, als er durch Ordensgenral Ambrosius Massari de Cori (1476–1485) dem Kloster in Lippstadt, dem Lippstädter Augustinereremiten-Kloster, inkorporiert wurde. Am 22. Dezember 1494 schrieb er sich in die Universität Rostock als „Gherardus Hecker frater ordinis beati Augustini de conventu Osnaburgensi“ ein. Wahrscheinlich wurde er dort auch zum Doctor theologicae promoviert.
Hecker war eine der wirksamsten Persönlichkeiten im Augustinerorden, die sich vor allem für Martin Luther und die neue Lehre einsetzten. Über seine Herkunft und seinen Studiengang ist nichts überliefert. Bekannt ist nur, dass er 1497 Magister wurde. Sonst werden nur die Jahre genannt, in denen er Ordensämter bekleidet hat: 1500, 1508, 1513 und 1520 war er Provinzial der sächsischen Provinz.
Im Jahre 1505 wurde er Prokurator seines Klosters in Osnabrück. Hecker förderte die Pläne des Johannes von Staupitz die Reformkongregation mit der Provinz zusammen zuführen. Seine Haltung wurde im Luther-Prozess deutlich. Als er 1518 vom Ordensgeneral beauftragt wurde, als Kommissar für die Ablasspredigt zu wirken, um Gelder für ein in Venedig abzuhaltendes Generalkapitel zu erhalten, entzog er sich. Auf dem Reichstag zu Augsburg erhielt er am 25. August 1518 den Befehl des Ordensgenerals Gabriel Venetus, Luther gefangen nehmen zu lassen und ihn an Rom auszuliefern.
Seine Reaktion ist undeutlich. Vielleicht hatte er den Brief nicht erhalten. Jedenfalls unterblieb die geplante Aktion. 1520 war schon ein anderer Provinzial da. Auf dem Reichstag zu Worms 1521 war er wieder zugegen. Seitdem hielt er sich im Osnabrücker Konvent auf. Auf einzelne Ordensbrüder hatte er starken Einfluss. Nach Hermann Hamelmann predigte er dort häufiger. Sein Briefwechsel mit Luther wurde nach seinem Tode vernichtet.